# Ponte della Muda
Ponte della Muda è una frazione del comune di Cordignano, in provincia di Treviso.

## Geografia fisica
Ponte della Muda si trova all'estremità orientale del territorio comunale, al confine con il Friuli-Venezia Giulia (Caneva e Sacile). La frazione si colloca ai piedi delle prealpi venete, laddove inizia l'alta pianura. A nord del paese scorre l'unico corso d'acqua di rilievo: il Meschio. L'antico territorio dei palù, situato a sud-est della frazione, è ora completamente coltivato grazie ad imponenti opere di bonifica, iniziate nel periodo romano ma ultimate definitivamente soltanto a metà del secolo scorso.

## Storia
La prima citazione della località risale al 12 aprile 1233, seguita da una del 9 maggio dello stesso anno. All'epoca, come riferisce Giovanni Battista Verci, Ponte della Muda era compresa nella contea di Ceneda e quindi sottoposta al vescovo locale. Si può ritenere che le prime abitazioni risalissero a prima dell'anno Mille.
Ponte della Muda, nel corso della sua storia, ha sempre seguito e condiviso le sorti del capoluogo Cordignano (un tempo chiamato San Cassiano del Meschio).
Il toponimo si riferisce ad un ponte sul Meschio, demolito nel XX secolo, in seguito alla deviazione del fiume, nelle cui vicinanze si trovava una stazione di cambio per i cavalli (muda, appunto) e un ufficio per il dazio.

## Monumenti e luoghi d'interesse

### Nuova parrocchiale
L'edificio, intitolato a Maria Madre della Chiesa e a san Valentino martire, fu consacrato dal vescovo Albino Luciani il 10 novembre 1968, a otto anni dall'istituzione della parrocchia. Progettato dall'architetto Giovanni Dal Bo, è un edificio a pianta esagonale, con forme e decorazioni di moderna fattura.

### Chiesa di San Valentino
Costruzione cinquecentesca, restaurata verso la fine del XX secolo, ha svolto le mansioni di parrocchiale dal 1960 al 1968.

### Chiesa di Sant'Antonio
Fu realizzata dagli abitanti della località Palù dopo la grande guerra e dedicata alla Beata Vergine Maria e a sant'Antonio di Padova.

### Palazzo del Dazio
Innalzato nel Cinquecento, è un massiccio edificio con porticato sulla facciata principale. A poca distanza sorgeva il ponte della Muda, anticamente passaggio obbligato per i traffici sulla Strada Regia che collegava Venezia a Udine; nella costruzione aveva infatti sede una dogana (in cui prendevano dimora i daciari) per il controllo delle merci ed il pagamento del dazio.
In seguito agli interventi idraulici del 1929-30, il palazzo si trova ad appena cinquanta metri dal nuovo alveo del Meschio.